# Evergreen (hrabstwo Washburn)
Evergreen – miasto w Stanach Zjednoczonych, w stanie Wisconsin, w hrabstwie Washburn.